# Deer Park (Wisconsin)
Deer Park è un comune degli Stati Uniti, situato in Wisconsin, nella Contea di St. Croix.